# Jean-Jacques His
Pour les articles homonymes, voir His.
Jean-Jacques His est un ingénieur motoriste français né le 16 mars 1947 à Houlgate dans le Calvados. Il a notamment conçu des moteurs de Formule 1 chez Renault Sport et Ferrari.

## Biographie
Après une scolarité au Lycée Malherbe de Caen, il poursuit ses études à Paris et termine diplômé de l'École centrale Paris en 1971. Aussitôt après, il rejoint  le centre de recherche et développement de moteurs Renault à Rueil Malmaison. Il travaille dans le département de calcul et d'analyse puis passe à l'étude approfondie des moteurs diesel. En 1976, il est chargé du développement des moteurs diesel Renault.
Cinq ans plus tard, Jean-Jacques His est promu à la tête du département Nouveaux projets du centre de Recherche et développement. En 1984, alors que Jean-Pierre Boudy quitte Renault pour rejoindre Peugeot Sport nouvellement créée, His débute au sein de l'équipe de Bernard Dudot, au centre de recherche et développement Renault Sport de Viry-Chatillon.
Fin 1985, Renault F1 Team quitte la Formule 1 en tant qu'écurie pour fournir uniquement, via Renault Sport, des moteurs clients en 1986. Jean-Jacques His, approché par Ferrari, accepte le rôle de responsable du département des moteurs de compétition à Maranello ; il supervise les travaux sur le moteur V6 turbocompressé Ferrari, le moteur V8 turbocompressé d'IndyCar et pour le nouveau moteur V12 atmosphérique de 3,5 litres de Formule 1.
Au milieu de l'année 1988, Renault Sport reçoit le feu vert de sa société mère pour laisser Bernard Dudot et son équipe construire un nouveau moteur V10 de Formule 1. Jean-Jacques His retourne chez Renault en juillet, trois mois avant les débuts du moteur RS1 à l'arrière d'une Williams sur le circuit Paul-Ricard en octobre 1988. Le programme connaît un énorme succès avec les écuries Williams et Benetton Formula dans les années 1990. À la fin de la saison 1997, Renault Sport se retire à nouveau des Grands Prix. Jean-Jacques His reste  chez Renault où il est promu chef du département conception moteur pour toute l'entreprise.
Il retourne chez Renault Sport en 2000, en tant que directeur technique alors que Renault fait son retour en Formule 1. Il est nommé directeur général de Renault Sport en 2002 puis, en février 2003, est remplacé par Flavio Briatore. Il quitte alors Renault pour rejoindre Maserati.
Passionné de mécanique, Jean-Jacques His se définit comme un homme de moteur et non de compétition automobile. Il s'intéresse autant aux moteurs de voitures de série qu'à ceux des Formule 1 ou des voitures de sport.

## Carrière
- 1973 à 1975 : ingénieur au département R&D Renault.
- 1976 à 1980 : responsable des projets de moteurs diesels Renault.
- 1981 à 1983 : responsable du département de recherche moteur Renault.
- 1984 et 1985 : responsable du département R&D Renault F1.
- 1986 et 1987 : directeur technique moteur Ferrari (Formule 1, IndyCar).
- 1988 : responsable du département R&D Renault F1.
- 1989 à 1997 : responsable du département R&D Renault F1.
- 1998 à 2000 : directeur des projets long terme de développement moteur Renault.
- 2001 : directeur technique Renault F1.
- 2002 : directeur général, directeur technique Renault F1.
- 2003 : directeur technique division moteur Maserati.
- 2004 - 2013 : directeur du département moteurs et boîtes de vitesses chez Ferrari-Maserati.